# Arinsal
Pour la station de ski, voir Pal Arinsal.
Arinsal (prononcé en catalan : /əɾinˈsaɫ/, et localement : /aɾinˈsaɫ/) est un village d'Andorre situé dans la paroisse de La Massana qui comptait 1 766 habitants en 2017.

## Géographie

### Localisation
Le village se situe dans la vallée du  riu d'Arinsal à une altitude de 1 467 m. La route CG-5 relie Arinsal à Erts puis à La Massana. De là il est ensuite possible de rejoindre le reste de la principauté dont la capitale Andorre-la-Vieille, distante de 15 km.
La station de ski d'Arinsal se trouve dans la vallée de Comallempla qui s'ouvre à l'ouest du village,. Arinsal constitue également le 
point d'entrée du parc naturel des vallées du Coma Pedrosa notamment par sa situation sur le GR 11 espagnol.

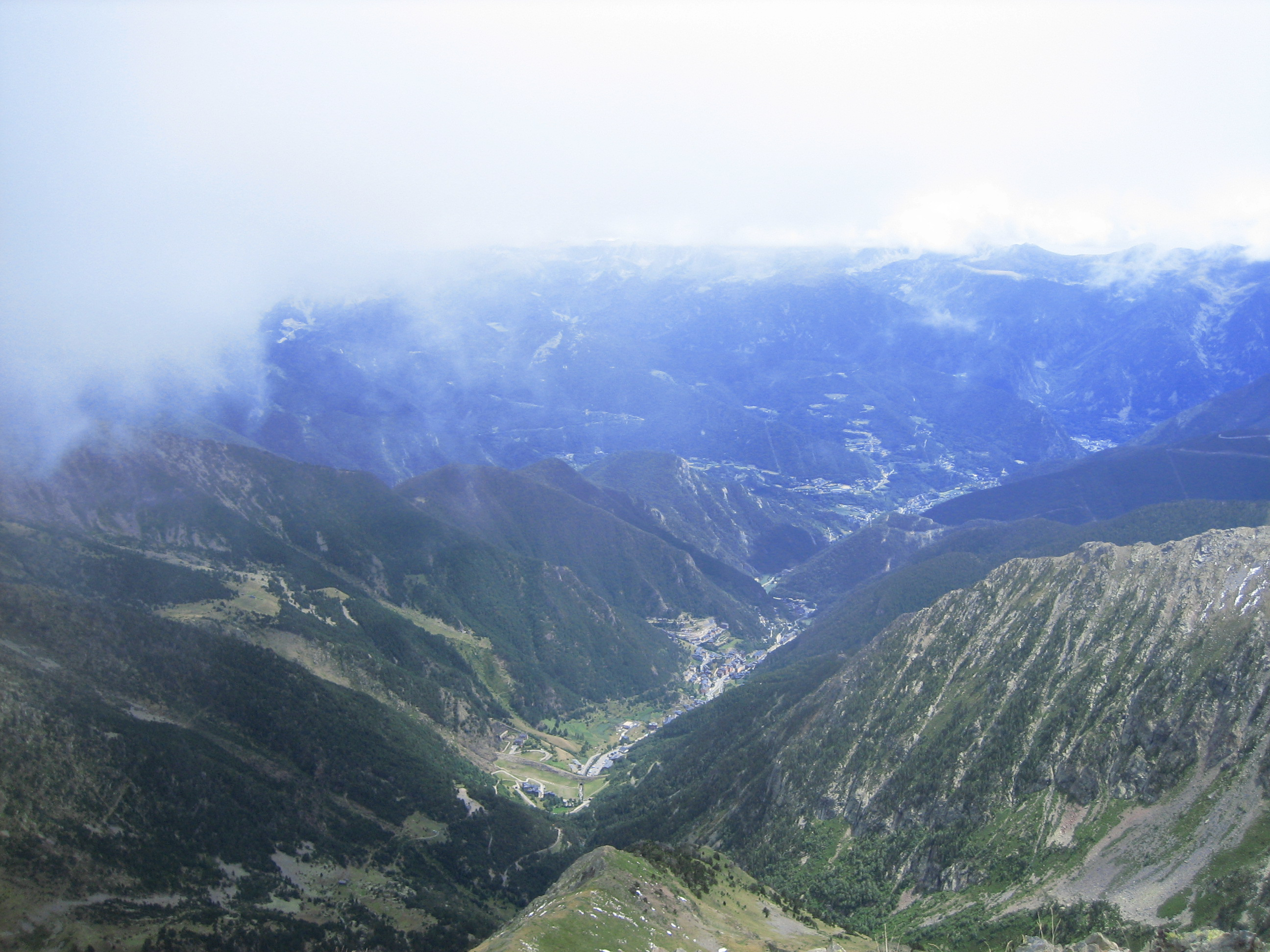
La vallée et le village d'Arinsal depuis le pic de Coma Pedrosa
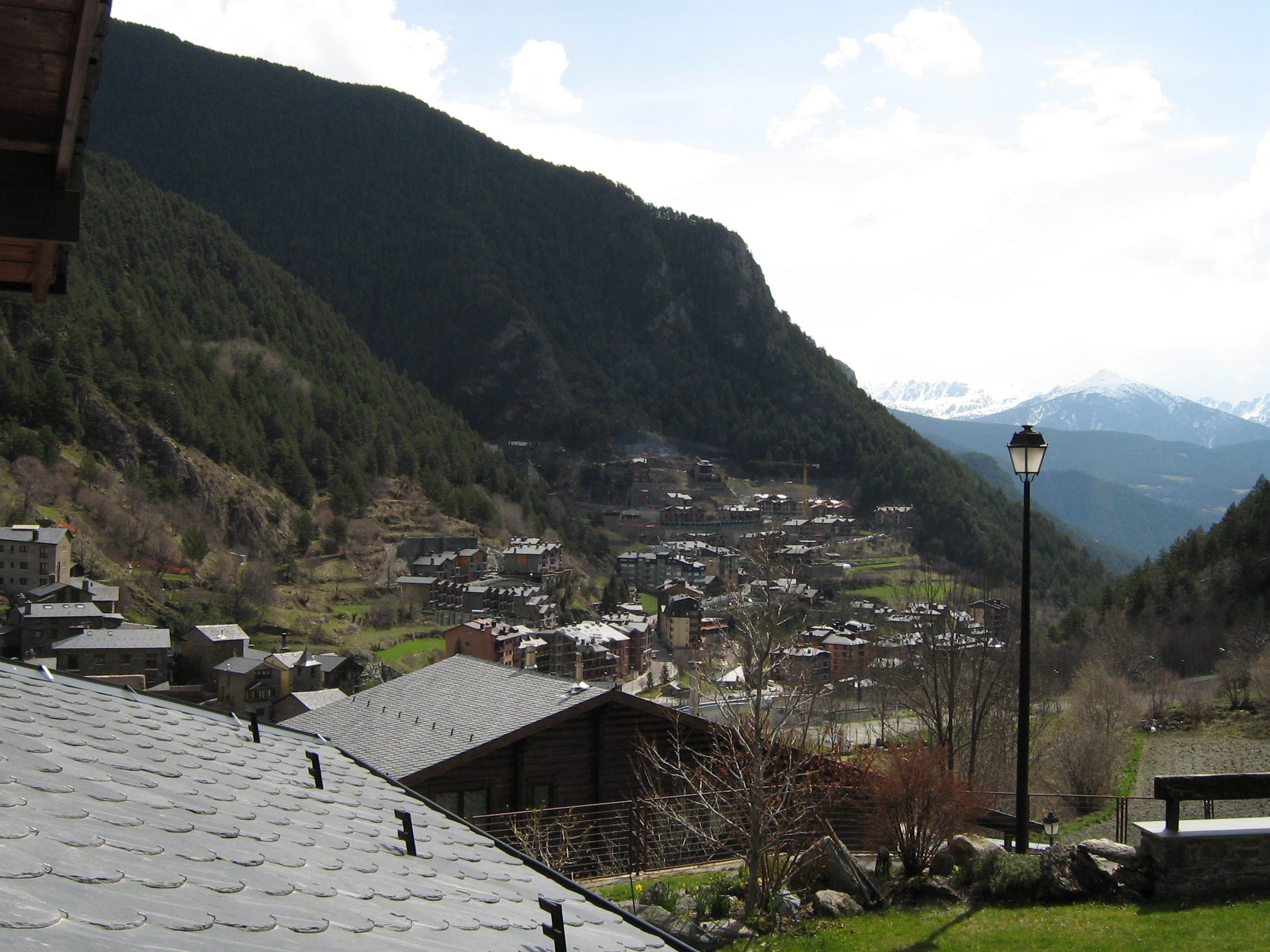
Vue générale du village

### Climat
| Mois                              | jan. | fév. | mars | avril | mai   | juin | jui. | août | sep. | oct. | nov. | déc. | année |
| --------------------------------- | ---- | ---- | ---- | ----- | ----- | ---- | ---- | ---- | ---- | ---- | ---- | ---- | ----- |
| Température minimale moyenne (°C) | −3,1 | −3,1 | −1,1 | 0,8   | 4,4   | 8    | 10,4 | 10,2 | 7,4  | 4,3  | 0,2  | −2,1 | 3,1   |
| Température moyenne (°C)          | 1,1  | 1,9  | 4,5  | 5,9   | 9,6   | 13,7 | 16,7 | 16,4 | 13,1 | 9,2  | 4,5  | 2    | 8,3   |
| Température maximale moyenne (°C) | 5,3  | 7,1  | 10,1 | 11,3  | 15    | 19,4 | 23,2 | 23,1 | 19,4 | 14,7 | 8,9  | 6,2  | 13,7  |
| Précipitations (mm)               | 67,8 | 39,6 | 52,5 | 88,8  | 104,8 | 93,7 | 69,6 | 85,2 | 87,8 | 88,3 | 96,1 | 78,6 | 952,8 |

## Toponymie
Le toponyme Arinsal serait d'origine pré-romane bascoïde,,, issu du terme arans signifiant « érable » ou « plante épineuse ». Le linguiste catalan Joan Coromines avance une construction à partir de la racine arans (« plante épineuse ») qui donne aujourd'hui le mot arantza (« épine ») en basque. Il rapproche en ce sens Arinsal d'autres toponymes andorrans qu'il considère construits sur la même racine tels que Arans et Ransol ou encore le village d'Aransís dans le Pallars. Xavier Planas Battle et ses co-auteurs ne remettent pas en cause l'origine bascoïde du toponyme mais objectent à l'hypothèse de Coromines l'absence de concordance entre la racine arans et la végétation des environs de Ransol.
Les formes anciennes suivantes du toponyme sont attestées : Arensal (en 1163), Aransaul (en 1176), Arensau (en 1275), Arensalt (XIIIe siècle - XIVe siècle), Arensaul (en 1321), Aransall (en 1383), Arentsalt (en 1444) et Arensal (en 1499).

## Histoire

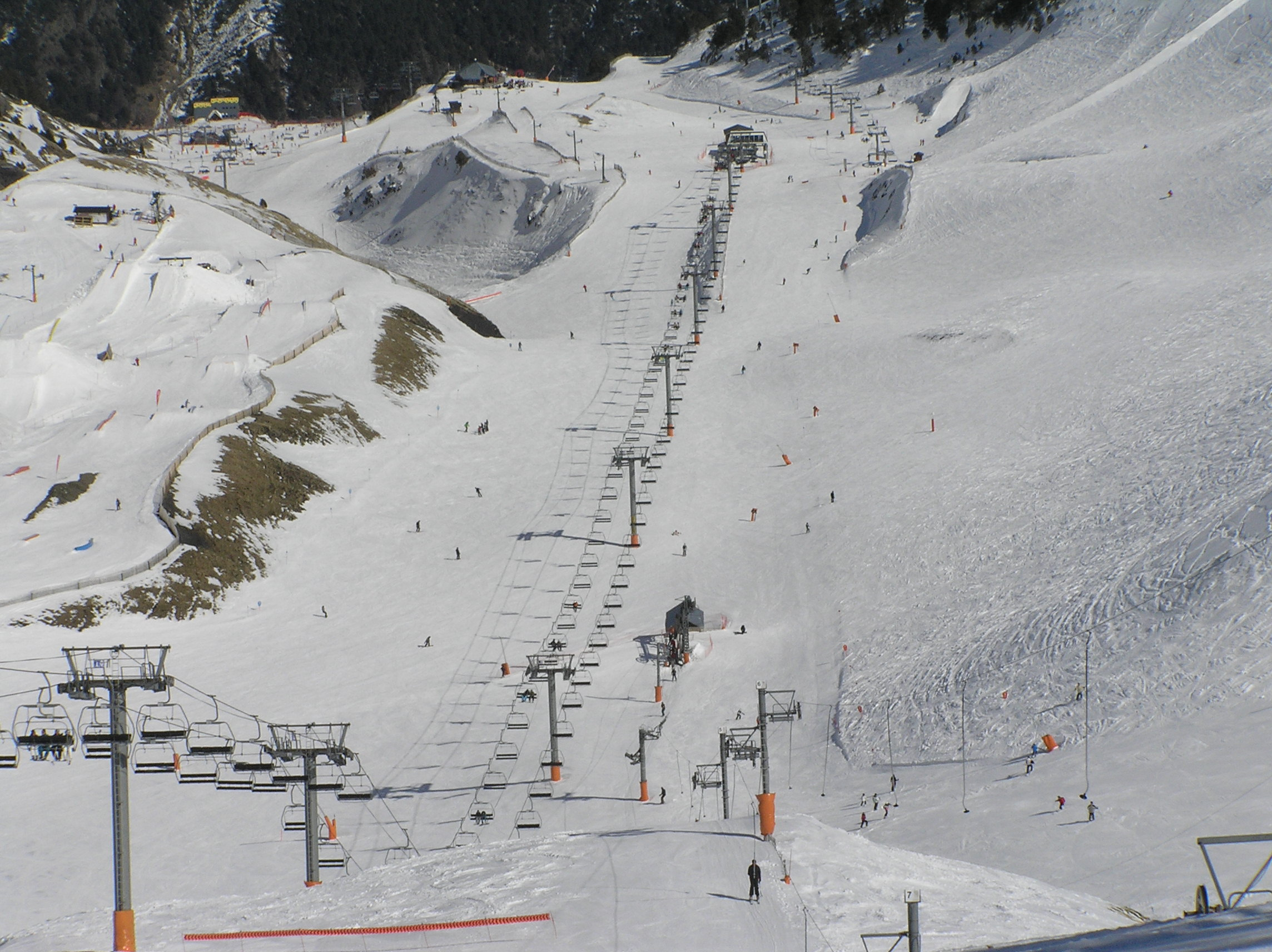
Pistes de ski d'Arinsal

L'ancienne route reliant La Massana à Vicdessos (Ariège) passait par Arinsal et rejoignait la France par le port d'Arinsal.
Les premières pistes de ski à Arinsal ont vu le jour en 1973 et ont fortement contribué au développement du village. Installé à l'ouest du village et relié aux pistes de Pal (domaine de Pal Arinsal), le domaine skiable du village dépend aujourd'hui de celui de Vallnord.

### Avalanche d'Arinsal de 1996

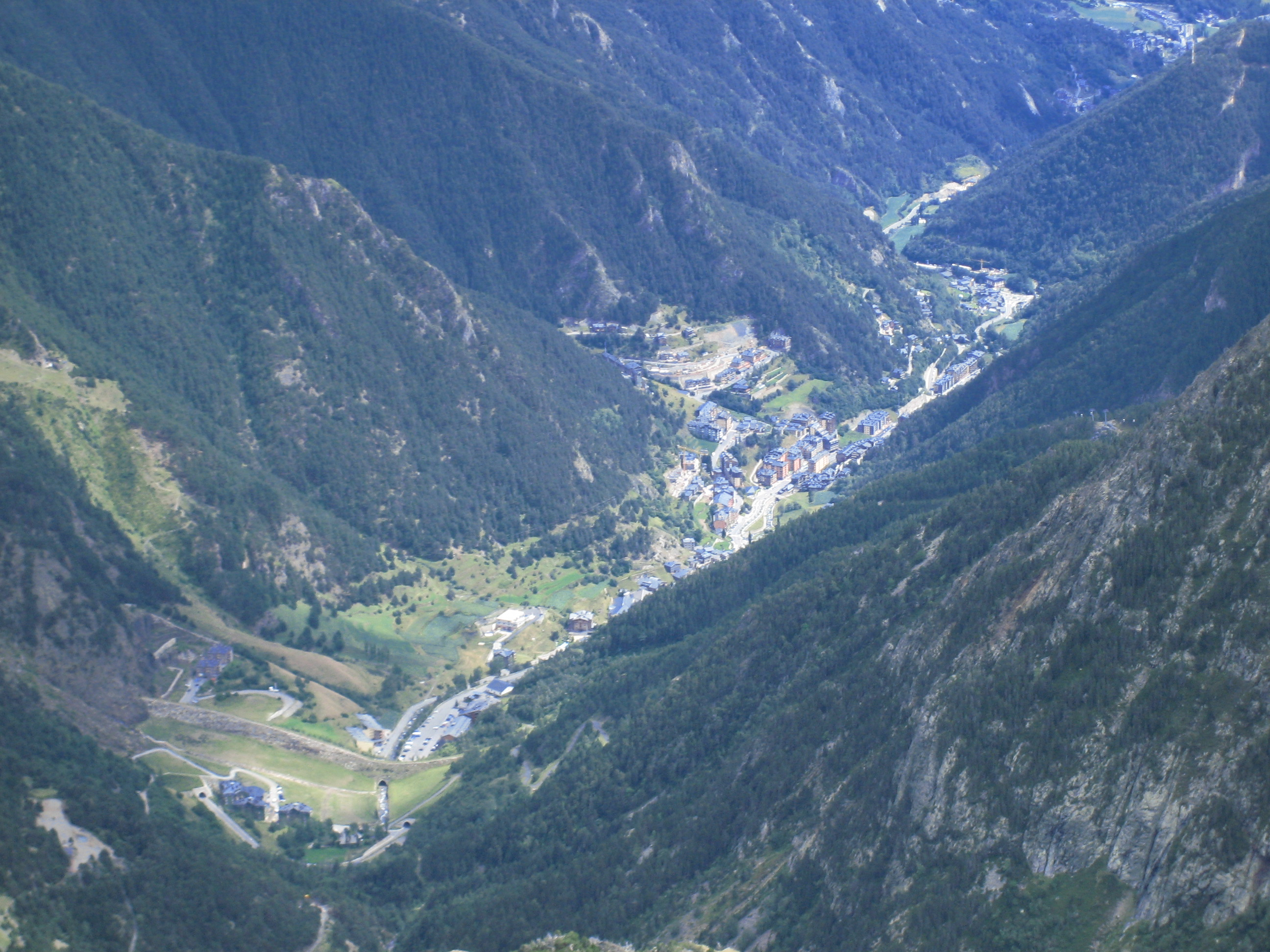
Vue d'Arinsal depuis le massif du Coma Pedrosa et du paravalanche en bas de l'image

L'avalanche d'Arinsal de 1996 fut une avalanche de poudreuse particulièrement importante. Elle fit suite à plusieurs jours d'importantes chutes de neige dans un contexte de grand vent . À 19 heures, le 8 février 1996, l'avalanche détruisit plusieurs voitures et bâtiments incluant des bars, des hôtels et des immeubles en construction. L'évacuation des touristes et des résidents avait été achevée une heure et demie avant l'avalanche. Il n'y eut donc pas de perte de vie humaine, mais les répercussions économiques liées aux dégâts furent importantes,. À la suite de cette avalanche, le gouvernement ordonna la construction d'un barrage contre les avalanches au travers de la vallée d'Arinsal en vue d'arrêter les avalanches futures. Celui-ci, haut de 16 mètres, long de 320 mètres, coûta 52 millions de francs et nécessita 115 000 m3 de terre et 11 000 m3 de rochers.

## Patrimoine
- l'église Saint-André, construite au XVIIe siècle et restaurée en 1963, est située au centre du village[13]. Les rues avoisinantes ont également conservé leur aspect de village de montagne traditionnel[14].
- le village d'Arinsal est situé à quelques centaines de mètres du parc naturel des vallées du Coma Pedrosa dont il constitue le principal point d'entrée. Ce parc d'une superficie de 1 543 ha est l'un des principaux sites naturels protégés d'Andorre.
- la station de ski d'Arinsal appartenant au domaine skiable de Vallnord est appréciée pour le dénivelé important de ses pistes[14].

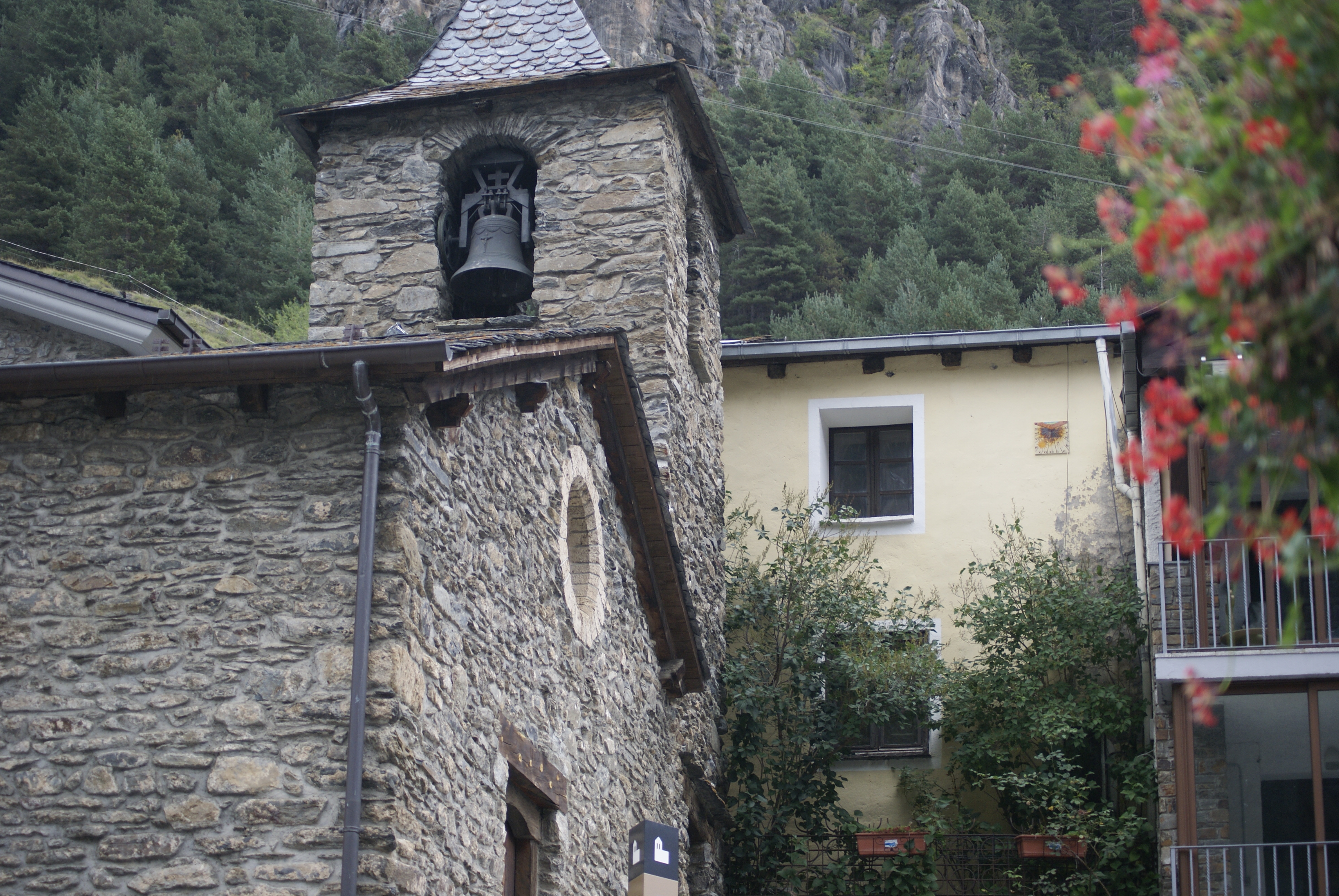
Église Saint-André d'Arinsal.
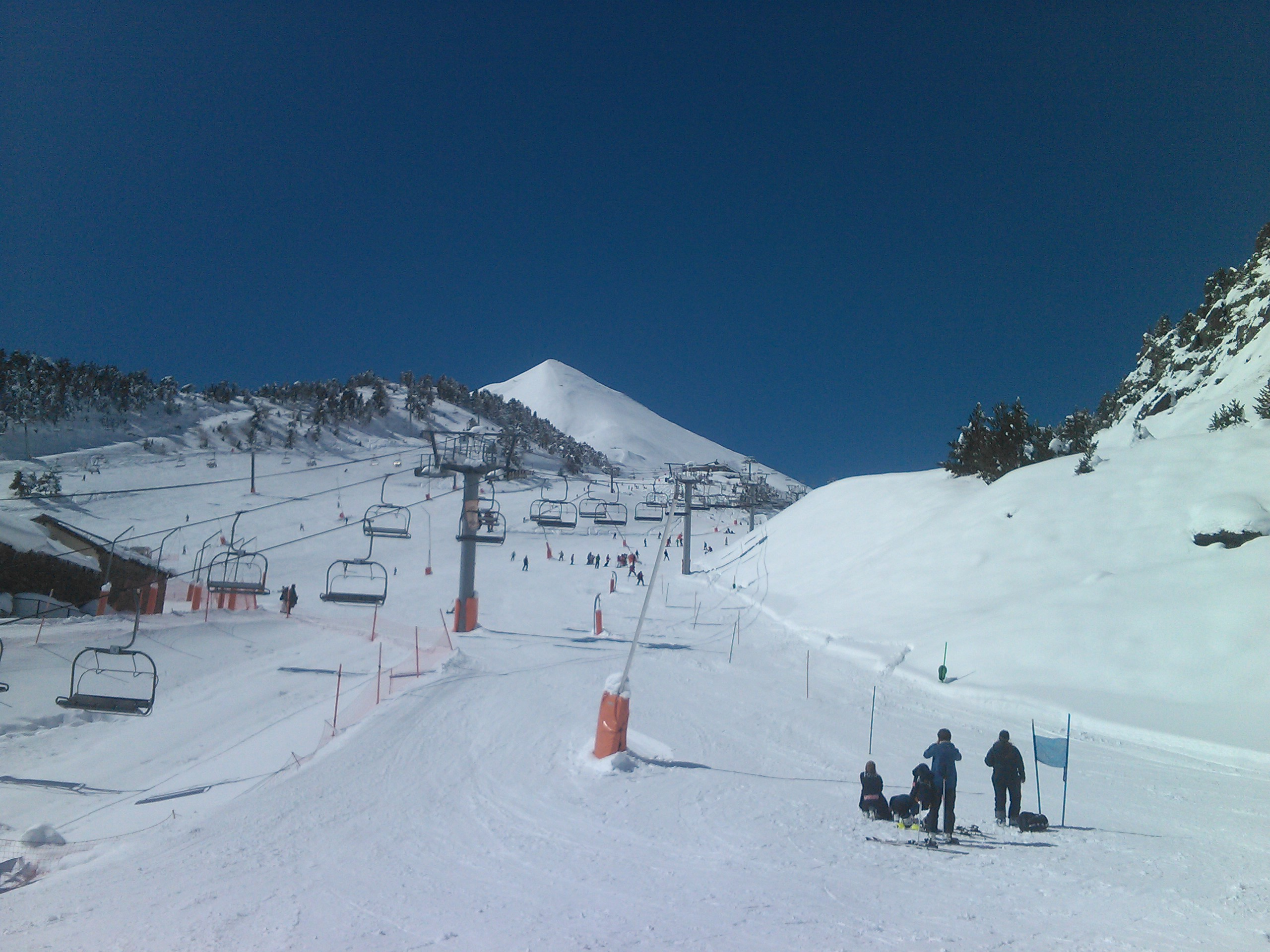
Pistes de ski d'Arinsal.
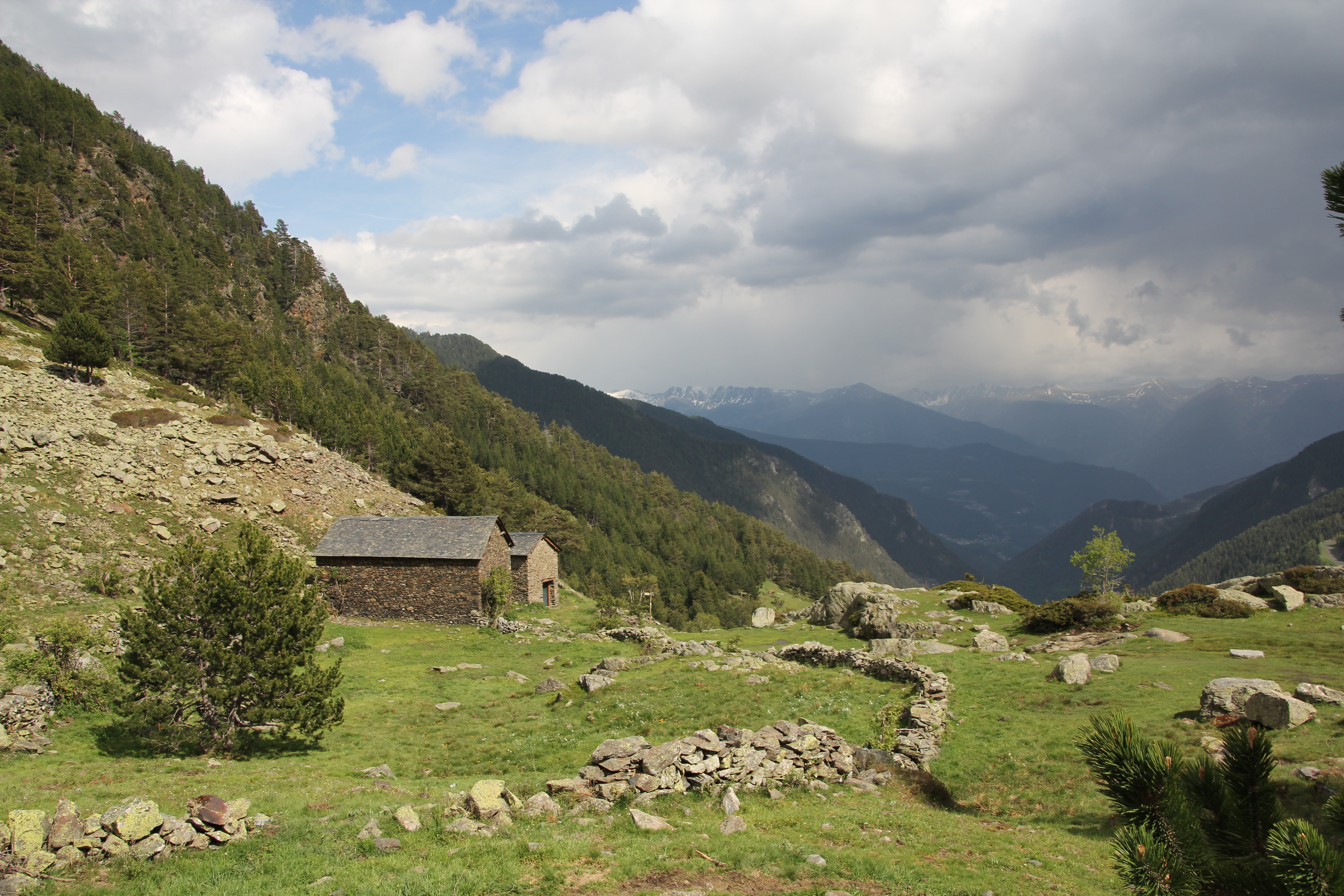
Parc naturel des vallées du Coma Pedrosa.

## Démographie
La population d'Arinsal était estimée en 1838 à 60 habitants et à 80 habitants en 1875.

### Époque contemporaine
L'implantation de la station de ski d'Arinsal a entraîné un important développement immobilier (et notamment hôtelier) dans le village,. Arinsal est aujourd'hui le second village le plus peuplé de la paroisse de La Massana, derrière le chef lieu éponyme.
| 1984 | 1985 | 1986 | 1987 | 1988 | 1989 | 1990 | 1991 | 1992 |
| ---- | ---- | ---- | ---- | ---- | ---- | ---- | ---- | ---- |
| 296  | 282  | 320  | 353  | 410  | 480  | 616  | 744  | 799  |

| 1993 | 1994 | 1995 | 1996 | 1997 | 1998 | 1999 | 2000 | 2001 |
| ---- | ---- | ---- | ---- | ---- | ---- | ---- | ---- | ---- |
| 804  | 802  | 782  | 818  | 791  | 817  | 836  | 808  | 845  |

| 2002 | 2003  | 2004  | 2005  | 2006  | 2007  | 2008  | 2009  | 2010  |
| ---- | ----- | ----- | ----- | ----- | ----- | ----- | ----- | ----- |
| 911  | 1 041 | 1 249 | 1 419 | 1 514 | 1 562 | 1 610 | 1 623 | 1 655 |

| 2011  | 2012  | 2013  | 2014  | 2015  | 2016  | 2017  | - | - |
| ----- | ----- | ----- | ----- | ----- | ----- | ----- | - | - |
| 1 555 | 1 590 | 1 621 | 1 589 | 1 620 | 1 672 | 1 766 | - | - |

## Sports
Le village accueille la SkyRace Comapedrosa en juillet depuis 2004.
En cyclisme, Arinsal a accueilli l'arrivée de la 3e étape de la Vuelta 2023. Remco Evenepoel remportait cette étape et prenait la tête du classement général.